# Abi ’97 – gefühlt wie damals
Abi ’97 – gefühlt wie damals ist ein deutscher Fernsehfilm aus dem Jahr 2017. Nach rund einem Monat Produktion wurde der Film am 19. September 2017 auf Sat.1 erstmals ausgestrahlt. Die Komödie basiert auf dem italienischen Kinohit Immaturi von Paolo Genovese und ist eine Produktion der Bavaria Pictures für Sat.1.

## Handlung
Fünf Schulfreunde absolvierten im Jahr 1997 gemeinsam das Abitur. Danach verloren sie sich aus den Augen und hatten keinen Kontakt zueinander. Fast 20 Jahre später erhalten alle einen Brief, in dem ihnen erklärt wird, dass ihr Abschluss aufgrund eines Fehlers aberkannt wird und sie ihre Abschlussprüfungen erneut absolvieren müssen. Kurze Zeit darauf sieht sich die Freundesgruppe wieder. Sie müssen feststellen, dass sie sich zusätzlich zu ihrem alltäglichen Leben und dessen Herausforderungen mit ihrem damaligen klausurrelevanten Stoff auseinandersetzen müssen. Trotz des vielen Lernstoffes ist auch Zeit für viele Erinnerungen an ihre gemeinsame Schulzeit.

## Besetzung

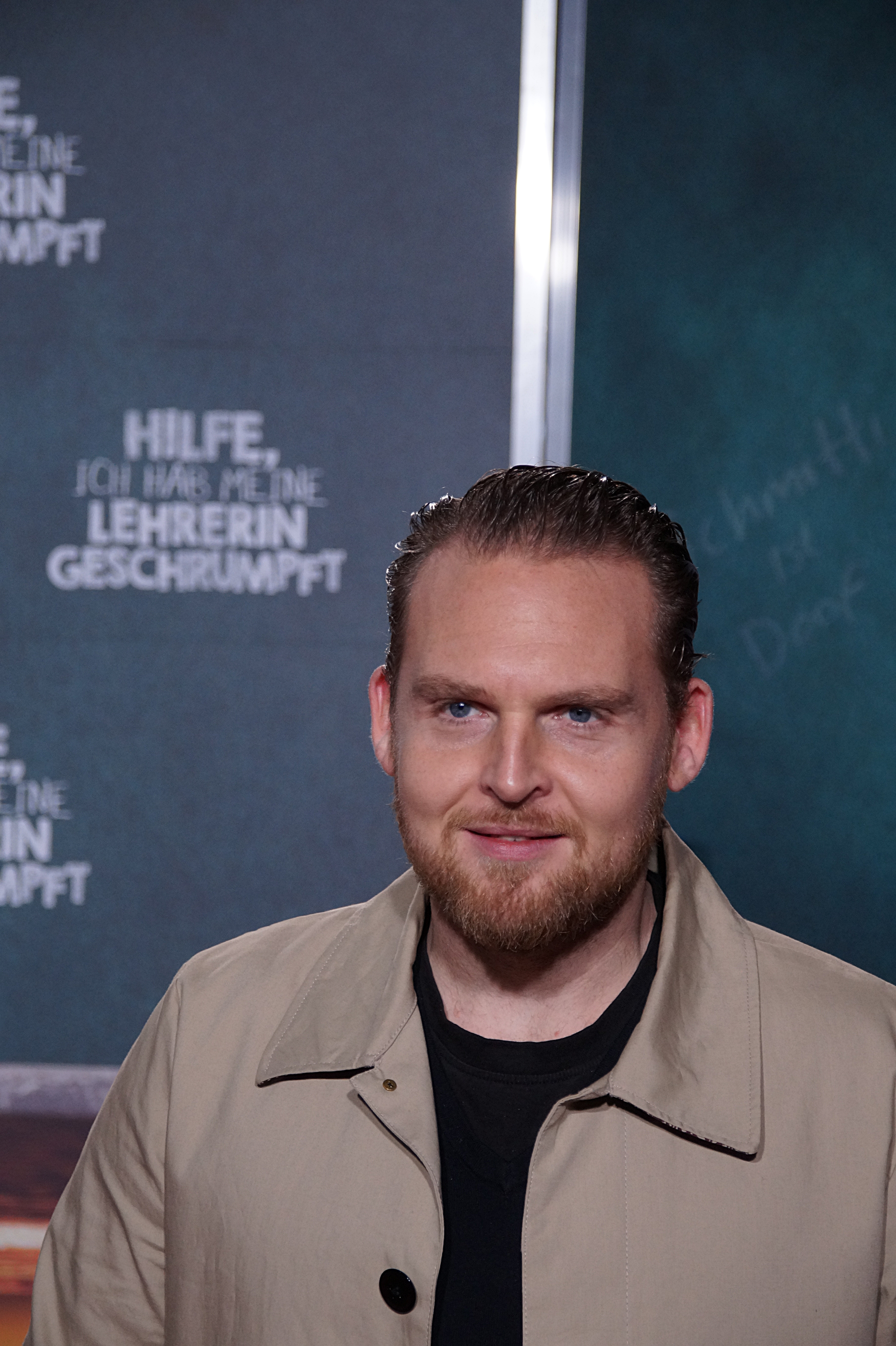
Axel Stein
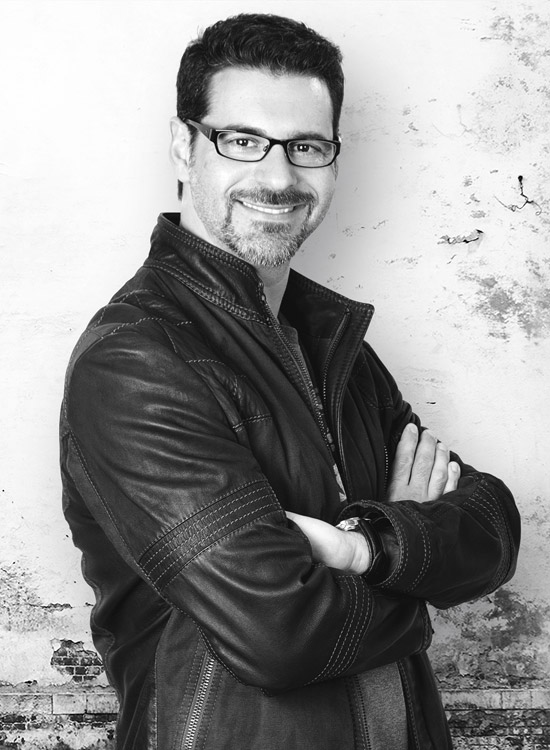
Rick Kavanian
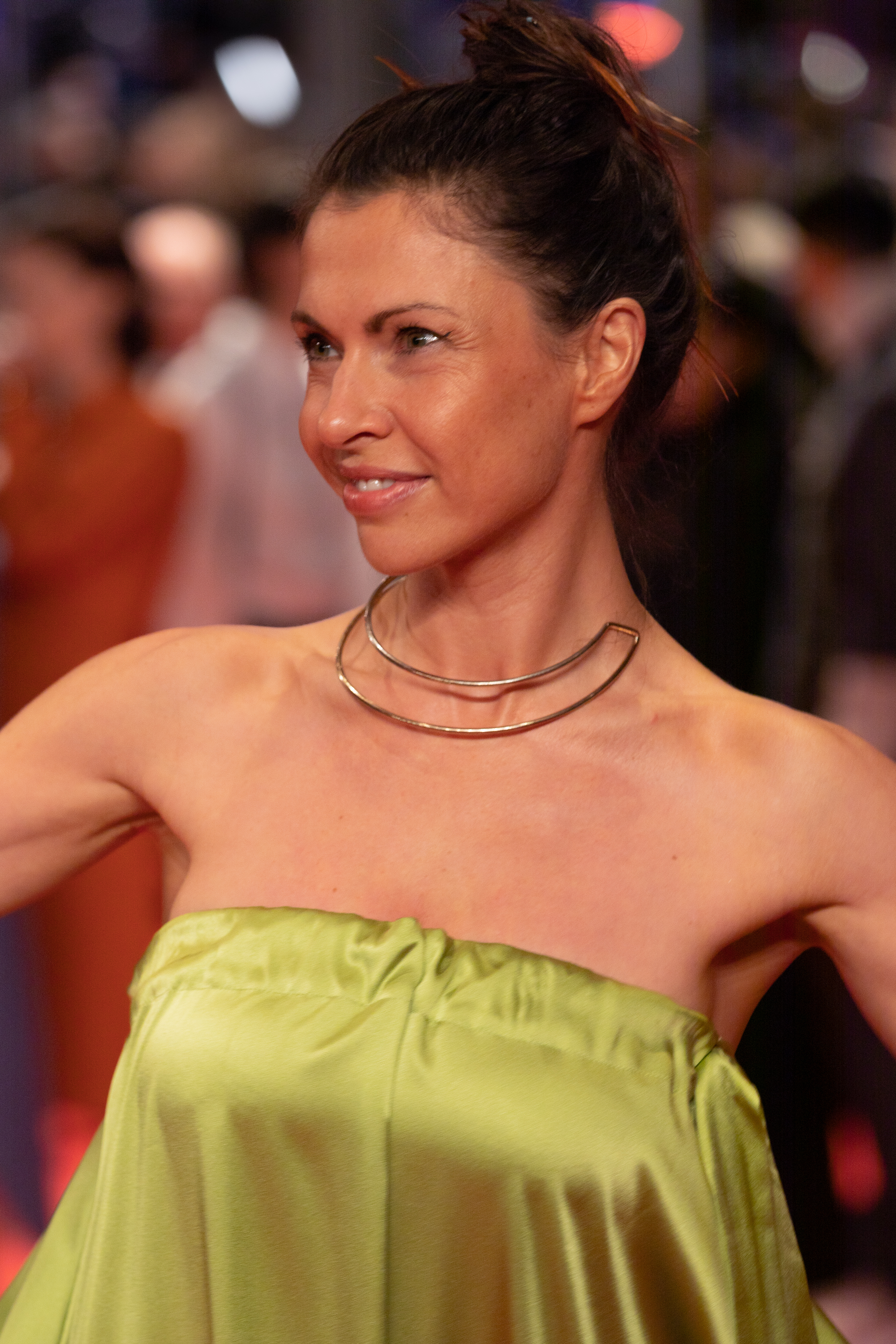
Jana Pallaske
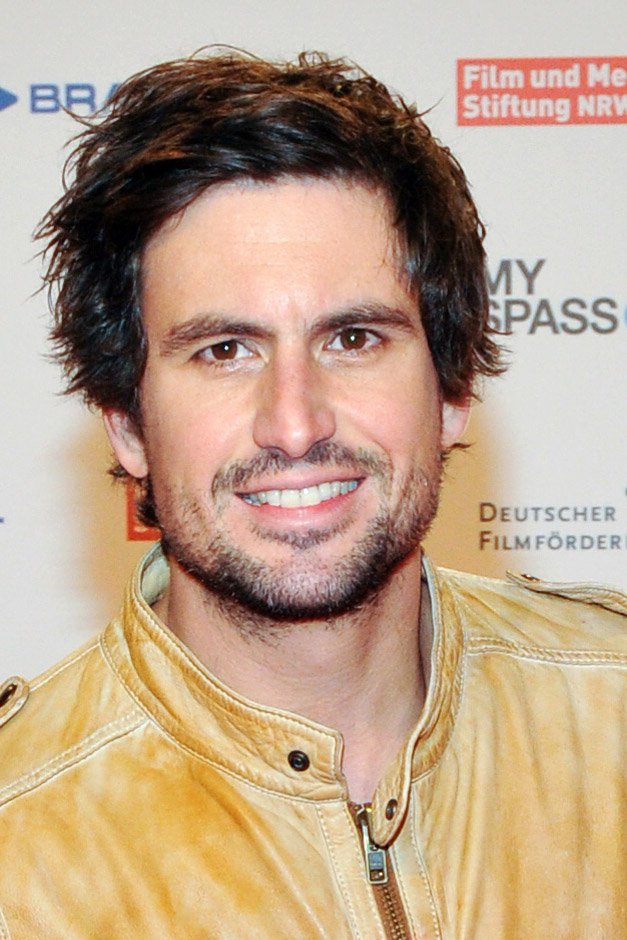
Tom Beck
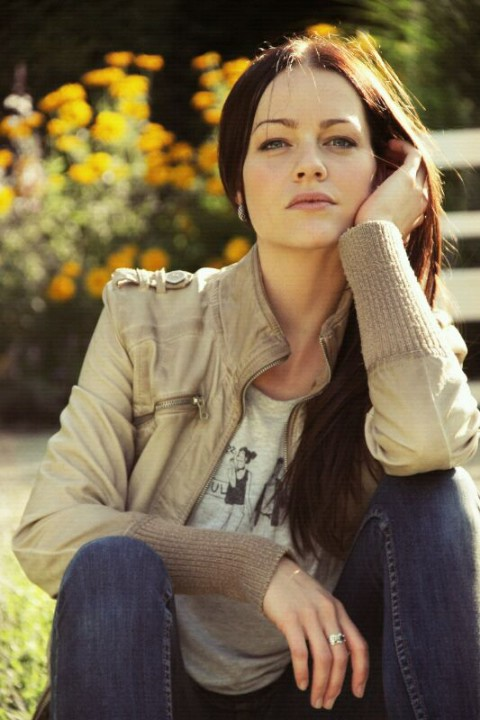
Kristina Dörfer

## Kritik
„Die fast improvisiert wirkenden Dialoge erschöpfen sich nicht selten in ‚Wisst ihr noch?‘-Anekdoten (‚Frau Böhm mit ihrem fiesen Körpergeruch‘; ‚Friends‘, ‚Take That‘ und ‚Akte X‘; ‚Du hast mich ja in der Schule nie geküsst‘), die dann ausgiebig bekichert werden: ‚Ey, das ist wie früher, ey.‘ Um dem auch noch den letzten Schwung zu nehmen, lässt Regisseur Granz Henman immer wieder einen Erzähler aus dem Off unbeholfen auf die Handlung zurückblicken: ‚Wenn wir das Abi ein zweites Mal bestehen wollten, hatten wir eine Menge auswendig zu lernen. Also machten wir uns gleich hochkonzentriert an die Arbeit.‘ Da sehen wir die fünf Nachsitzer blödelnd anstoßen. Riesen-Gag.“

„Leider nichts Neues aus der Beziehungskiste!“